# Microiulus carpathicus
Microiulus carpathicus är en mångfotingart som först beskrevs av Karl Wilhelm Verhoeff 1907.  Microiulus carpathicus ingår i släktet Microiulus och familjen kejsardubbelfotingar. Inga underarter finns listade i Catalogue of Life.